# Morti nel 1268
| Questa pagina contiene informazioni ricavate automaticamente dalle voci biografiche con l'ausilio del template Bio e di un bot. L'aggiornamento è periodico e automatico e ricostruisce completamente la pagina. Se manca una persona in questa lista, sei pregato di non aggiungerla, ma accertati piuttosto che la sua voce biografica contenga il template Bio e che i dati anagrafici siano correttamente compilati. Se il template Bio manca, inseriscilo tu stesso o, in alternativa, metti l'avviso {{tmp\|Bio}} che ne segnala la mancanza. Se i dati riportati sono sbagliati, correggi direttamente la voce biografica; le modifiche saranno visibili in questa lista entro pochi giorni. Per chiarimenti vedi il progetto biografie. La lista contiene solo le 26 persone che sono citate nell'enciclopedia e per le quali è stato implementato correttamente il template Bio. Pagina aggiornata al 13 gen 2025. |

- 12 gennaio - Gissur Þorvaldsson, condottiero islandese (n. 1208)
- 8 maggio - Tommaso Arcidiacono, storico dalmata
- 16 maggio - Pietro II di Savoia, conte (n. 1203)
- 13 giugno - Abū Shāma, storico arabo (n. 1203)
- 7 luglio - Renier Zen, doge
- 11 luglio - Benedetto d'Alignan, vescovo cattolico francese
- 24 luglio - Martino da Parma, vescovo cattolico italiano
- 11 agosto - Agnese di Faucigny, nobildonna francese
- 29 agosto - Beatrice di Nazareth, monaca cristiana e scrittrice fiamminga (n. 1200)
- 29 ottobre - Corradino di Svevia, sovrano (n. 1252)
- 29 ottobre - Federico I di Baden-Baden, nobile tedesco (n. 1249)
- 29 ottobre - Galvano Lancia, nobile, condottiero e politico italiano
- 29 ottobre - Gherardo della Gherardesca, politico e militare italiano (n. 1198)
- 17 novembre - Salomea di Polonia, nobile e religiosa polacca (n. 1211)
- 22 novembre - Bernard Bruce, nobile scozzese
- 29 novembre - Papa Clemente IV, papa, arcivescovo cattolico e cardinale francese
- 3 dicembre - Manfredo Roberti, vescovo cattolico italiano
- 9 dicembre - Vaišvilkas, sovrano lituano
- 22 dicembre - Ronald Guternbach, politico e scrittore tedesco (n. 1194)
- Giovanni di Borgogna-Borbone, conte (n. 1231)
- Henri de Cousances, generale e politico francese
- Irene Doukaina Laskarina, imperatrice bulgara
- Ugo di Carpegna, nobile italiano
- John de Balliol, nobile inglese
- Henry de Hastings, nobile inglese
- Giacomo del Carretto, nobile italiano (n. 1215)